# 크메르 크롬
크메르 크롬(크메르어: កម្ពុជាក្រោម 크마에 끄라옴, 베트남어: Khơ Me Crộm 커매 끄롬)은 베트남 메콩강 삼각주와 메콩강 유역에 살고 있는 크메르인들을 일컫는다. 베트남어로는 "Khơ Me Crộm" (커매 끄롬) 또는 "Khơ Me dưới" (커메 즈어이) 라고 하며, 문자적으로 '저지대의 크메르인'을 뜻한다.

## 기원
크메르 크롬은 오래전에 베트남에 도착한 크메르족이다. 2009년 베트남 정부의 인구 통계에 의하면  126만 640명이 베트남 지역에 살고 있다고 한다.

## 같이 보기
- 베트남의 민족